# Siegfried Theodor Arndt
Siegfried Theodor Arndt (* 17. März 1915 in Lindenthal bei Leipzig; † 7. Mai 1997 in Leipzig),  evangelisch-lutherischer Pfarrer.
Arndt trat zum 1. Januar 1936 der NSDAP bei (Mitgliedsnummer 3.707.570) und war nach eigenem Bekunden Nationalsozialist, was er später öffentlich zutiefst bereute.
Arndt war von 1968 bis 1982 in der Versöhnungskirchgemeinde Leipzig-Gohlis tätig und engagierte sich im Bereich der Christlich-Jüdischen Zusammenarbeit. Seit 1971 war er Vorsitzender der Arbeitsgemeinschaft Kirche und Judentum in der DDR. 1984 wurde ihm und dem Historiker Helmut Eschwege die Buber-Rosenzweig-Medaille für ihre Verdienste um die jüdisch-christliche Zusammenarbeit verliehen.
Siegfried Theodor Arndt war Kuratoriumsmitglied der 1992 gegründeten Ephraim-Carlebach-Stiftung in Leipzig, die sich der Erinnerungs-, Forschungs- und Bildungsarbeit zur Geschichte der Juden in Leipzig verschrieben hat.